# Нобелова награда за физика
Нобеловата награда за физика е награда присъждана ежегодно от Кралската шведска академия на науките. Тя е една от петте Нобелови награди, учредени през 1895 г. съгласно завещанието на Алфред Нобел. Наградата е най-престижното отличие, което един учен по физика може да получи. Церемонията по нейното връчване се състои в Стокхолм на 10 декември – годишнината от смъртта на Алфред Нобел.

## Списък на лауреатите
До 2022 г. има 225 лауреати. Джон Бардийн е единственият носител на 2 Нобелови награди за физика – през 1956 и 1972 г.

### 1900 – 1909
| Година | Име                                     | Тема |
| ------ | --------------------------------------- | --- |
| 1901   | Вилхелм Конрад Рьонтген                 | „В знак на признание за необикновено важни заслуги пред науката, изразени в откриването на лъчи, наречени впоследствие в негова чест“. |
| 1902   | Хендрик Антон Лоренц, Питер Зееман      | „За изключителни заслуги в изследването на влиянието на магнетизма върху светлинното излъчване“.                                       |
| 1903   | Антоан Анри Бекерел                     | „В знак на признание на изключителните му заслуги, изразени в откриването на естествената радиоактивност“.                             |
| 1903   | Пиер Кюри и Мария Кюри                  | „За изключителни заслуги в съвместните им изследвания на радиационните явления“.                                                       |
| 1904   | Джон Уилям Стрът, лорд Релей            | „За изследване на плътността на най-разпространените газове и за откритието на аргона“.                                                |
| 1905   | Филип Едуард Антон фон Ленард           | „За изследователски работи по катодни лъчи“.                                                                                           |
| 1906   | Джоузеф Джон Томсън                     | „В знак на признание на заслуги в областта на теоретическите и експерименталните изследвания на електрическата проводимост в газове“.  |
| 1907   | Алберт Абрахам Майкелсън                | „За създаване на точни оптични инструменти и за спектроскопски и метрологични изследвания, изпълнени с тяхна помощ“.                   |
| 1908   | Габриел Липман                          | „За създаване на метода на фотографското възпроизвеждане на цветове въз основа на явлението интерференция“.                            |
| 1909   | Гулиелмо Маркони и Карл Фердинанд Браун | „За изключителен принос в създаването на безжична телеграфия“.                                                                         |

### 1910 – 1919
| Година | Име                                  | Тема |
| ------ | ------------------------------------ | --- |
| 1910   | Ян Дидерик Ван-Дер-Ваалс             | „За работа над уравнението за състояние на газове и течности“.                                                 |
| 1911   | Вилхелм Вин                          | „За открития в областта на законите на топлинното излъчване“.                                                  |
| 1912   | Нилс Густаф Дален                    | „За изобретението на автоматични регулатори в съчетание с газови акумулатори за светлинни източници на маяци“. |
| 1913   | Хейке Камерлинг Онес                 | „За изследване свойствата на веществата при ниски температури, довели до получаването на течен хелий“.         |
| 1914   | Макс фон Лауе                        | „За откритието на дифракцията на рентгенови лъчи в кристали“.                                                  |
| 1915   | Уилям Хенри Браг и Уилям Лорънс Браг | „За заслуги в изследването на кристали с помощта на рентгенови лъчи“.                                          |
| 1916   | Наградата не се присъжда.            | |
| 1917   | Чарлз Гловър Баркла                  | „За откритието на характеристичното рентгеново излъчване на елементите“.                                       |
| 1918   | Макс Карл Ернст Лудвиг Планк         | „За заслуги в развитието на физиката и откриване на квантуването на енергията“.                                |
| 1919   | Йоханес Щарк                         | „За откритието на Доплеровия ефект в каналните лъчи и разцепването на спектралните линии в електрическо поле“. |

### 1920 – 1929
| Година | Име                               | Тема |
| ------ | --------------------------------- | --- |
| 1920   | Шарл Едуар Гийом                  | „За заслуги в точните измервания във физиката – откритие на аномалии в никелови стоманени сплави“.            |
| 1921   | Алберт Айнщайн                    | „За заслуги в теоретическата физика и особено за откритието на закона за фотоелектричния ефект“.              |
| 1922   | Нилс Бор                          | „За заслуги в изследването на строежа на атомите и тяхното излъчване“.                                        |
| 1923   | Робърт Миликан                    | „За експерименти по определяне на елементарния електрически заряд и фотоелектричния ефект“.                   |
| 1924   | Мане Зигбан                       | „Открития и изследвания в областта на рентгеновата спектроскопия“.                                            |
| 1925   | Джеймс Франк и Густав Лудвиг Херц | „За откритието на законите при удари на електрона с атома“.                                                   |
| 1926   | Жан Батист Перен                  | „За работа по дискретната природа на материята и особено за откритието на седиментационното равновесие“.      |
| 1927   | Артър Холи Комптън                | „За откритието на ефекта, наречен на негово име“.                                                             |
| 1927   | Чарлз Уилсън                      | „За метод за визуализация на траекториите на електрически заредени частици с помощта на кондензация на пари“. |
| 1928   | Оуен Ричардсън                    | „За работи по термойонни изследвания, и особено за откритието на закона, носещ неговото име“.                 |
| 1929   | Луи дьо Бройл                     | „За откритието на вълновата природа на електроните“.                                                          |

### 1930 – 1939
| Година | Име                                        | Тема |
| ------ | ------------------------------------------ | --- |
| 1930   | Чандрасекара Венката Раман                 | „За работи по разсейването на светлината и за откритието на ефекта, наречен в негова чест“.                                                                                            |
| 1931   | Наградата не се присъжда.                  | |
| 1932   | Вернер Карл Хайзенберг                     | „За създаване на квантовата механика, чието прилагане доведе до откриване на алотропните форми на водорода“.                                                                           |
| 1933   | Ервин Шрьодингер и Пол Ейдриън Морис Дирак | „За откритието на нови продуктивни форми на атомната теория“. |
| 1934   | Наградата не се присъжда.                  | |
| 1935   | Джеймс Чадуик                              | „За откритието на неутрона“. |
| 1936   | Виктор Франц Хес                           | „За откритието на космическите лъчи“. |
| 1936   | Карл Дейвид Андерсън                       | „За откритието на позитрона“. |
| 1937   | Клинтън Джоузеф Дейвисън и Джордж Томсън   | „За експерименталното откритие на дифракцията на електрони в кристали“. |
| 1938   | Енрико Ферми                               | „За доказателството за съществуване на нови радиоактивни елементи, получени при облъчване с неутрони, и свързаното с това откритие на ядрени реакции, предизвикани от бавни неутрони“. |
| 1939   | Ърнест Орландо Лорънс                      | „За изобретението и създаването на циклотрона, за достигнатите с негова помощ резултати, особено получаването на изкуствени радиоактивни елементи“.                                    |

### 1940 – 1949
| Година | Име                       | Тема |
| ------ | ------------------------- | --- |
| 1940   | Наградата не се присъжда. | |
| 1941   | Наградата не се присъжда. | |
| 1942   | Наградата не се присъжда. | |
| 1943   | Ото Щерн                  | „За принос в развитието на метода на молекулярните снопове и откритието и измерването на магнитния момент на протона“.                             |
| 1944   | Изидор Исак Раби          | „За резонансния метод на измерване на магнитните свойства на атомните ядра“.                                                                       |
| 1945   | Волфганг Паули            | „За откритието на принципа за забрана на Паули“.                                                                                                   |
| 1946   | Пърси Уилямс Бриджман     | „За изобретението на прибор, позволяващ създаването на свръхвисоки налягания, и за свързаните с това открития във физиката на високите налягания“. |
| 1947   | Едуард Виктор Епълтън     | „За изследвания за физика на горните слоеве на атмосферата, и особено за откритието на така наречения слой на Епълтън“.                            |
| 1948   | Патрик Блакет             | „За усъвършенствуване на метода на камерата на Уилсън и направените открития в областта на ядрената физика и космическата радиация“.               |
| 1949   | Хидеки Юкава              | „За предсказване на съществуването на мезоните въз основа на теоретична работа по ядрени сили“.                                                    |

### 1950 – 1959
| Година | Име                                             | Тема |
| ------ | ----------------------------------------------- | --- |
| 1950   | Сесил Франк Поуел                               | „За разработка на фотографски метод за изследване на ядрени процеси и откритието на мезоните“.                                       |
| 1951   | Джон Кокрофт и Ърнест Уолтън                    | „За изследователска работа по превръщането на атомни ядра с помощта на изкуствено ускоряеми атомни частици“.                         |
| 1952   | Феликс Блох и Едуард Милс Пърсел                | “За развитие на нови методи за точни ядрени магнитни измервания и свързаните с това открития „.                                      |
| 1953   | Фриц Цернике                                    | “За обосноваване на фазово-контрастния метод, особено за изобретението на фазово-контрастния микроскоп„.                             |
| 1954   | Макс Борн                                       | “За фундаментални изследвания по квантова механика, особено за неговата статистическа интерпретация на вълновата функция„.           |
| 1954   | Валтер Боте                                     | “За метод на съвпаденията за откриване на космически лъчи и направените във връзка с това открития“.                                 |
| 1955   | Уилис Лам                                       | „За открития, свързани с тънката структура на спектъра на водорода“.                                                                 |
| 1955   | Поликарп Куш                                    | „За точното определяне на магнитния момент на електрона“.                                                                            |
| 1956   | Уилям Шокли, Джон Бардийн и Уолтър Братейн      | „За изследвания на полупроводниците и откритието на транзисторния ефект“.                                                            |
| 1957   | Чженин Янг, Цундао Ли                           | „За предвиждане при изучаването на така наречените закони за четност, довело до важни открития в областта на елементарните частици“. |
| 1958   | Павел Алексеевич Черенков, Иля Франк и Игор Там | „За откритието на и изтълкуването на ефект на Черенков“.                                                                             |
| 1959   | Емилио Сегре и Оуен Чембърлейн                  | „За откритието на антипротона“. |

### 1960 – 1969
| Година | Име                                                       | Тема |
| ------ | --------------------------------------------------------- | --- |
| 1960   | Доналд Глейзър                                            | „За изобретението на мехурчестата камера“. |
| 1961   | Роберт Хофщетер                                           | „За основополагащи изследвания по разсейване на електроните от атомни ядра и свързаните с тях открития в областта на структурата на нуклеоните“. |
| 1961   | Рудолф Лудвиг Мьосбауер                                   | „За изследвания на резонансното поглъщане на гама излъчването и откритието на ефекта, носещ неговото име“. |
| 1962   | Лев Давидович Ландау                                      | „За неговите пионерски теории на кондензираните среди и особено на течния хелий“. |
| 1963   | Юджин Уигнър                                              | „За принос в теорията на атомното ядро и елементарните частици, особено с помощта на откритието и приложението на фундаментални принципи за симетрия“. |
| 1963   | Мария Гьоперт-Майер и Ханс Йенсен                         | „За открития, свързани със структурата на ядрото“. |
| 1964   | Николай Басов, Александър Прохоров и Чарлз Хард Таунс     | „За фундаментални работи в областта на квантовата електроника, които са довели до създаването на лазера и мазера“. |
| 1965   | Шиничиро Томонага, Джулиан Швингър, Ричард Филипс Файнман | „За фундаментални работи по квантова електродинамика, имащи дълбоки последствия за физиката на елементарните частици“. |
| 1966   | Алфред Кастлер                                            | „За откритието и разработката на оптически методи за изследване на резонанс на Херц в атомите“. |
| 1967   | Ханс Албрехт Бете                                         | „За принос в теорията на ядрените реакции, особено за открития, касаещи източниците на енергия на звездите“. |
| 1968   | Луис Алварес                                              | „За изключителен принос във физиката на елементарните частици, в частност за откритието на голям брой резонанси, станало възможно благодарение на разработената от него техника с използване на водородна мехурчеста камера и оригинален анализ на данните“. |
| 1969   | Мъри Гел-Ман                                              | „За открития, свързани с класификацията на елементарните частици и техните взаимодействия“. |

### 1970 – 1979
| Година | Име                                                     | Тема |
| ------ | ------------------------------------------------------- | --- |
| 1970   | Ханес Алфвен                                            | „За фундаментални работи и открития в магнитната хидродинамика и плодотворни техни приложения в различни области на физиката“.                                                           |
| 1970   | Луи Йожен Фелик Неел                                    | „За фундаментални трудове и открития, касаещи антиферомагнетизма и феромагнетизма, които са довели до важни приложения в областта на физиката на твърдото тяло“.                         |
| 1971   | Денис Габор                                             | „За изобретението и разработката на холографския метод“. |
| 1972   | Джон Бардийн, Лион Купър и Джон Робърт Шрифър           | „За създаване на теорията на свръхпроводимостта, обикновено наричана Теория БКШ“. |
| 1973   | Брайън Дейвид Джозефсон                                 | „За теоретичното предсказване на свойствата на ток, протичащ през тунелна бариера, в частност на явленията, известни днес под названието ефект на Джозефсон“.                            |
| 1973   | Лео Есаки, Айвър Джайъвър                               | „За експериментални открития на тунелни явления в полупроводници и свръхпроводници“. |
| 1974   | Мартин Райл и Антъни Хюиш                               | „За пионерски изследвания в областта на радиофизиката“. |
| 1975   | Оге Нилс Бор, Бен Рой Мотелсън и Лео Джеймс Райнуотър   | „За откритието на взаимовръзка между колективното движение и движението на отделна частица в атомното ядро и за развитието на теорията за строежа на атомното ядро, базираща се на нея“. |
| 1976   | Бъртън Рихтер и Самюел Тинг                             | „За основополагащ принос в откритието на тежка елементарна частица от нов тип“. |
| 1977   | Филип Уорън Андерсън, Невил Франсис Мот и Джон ван Флек | „За фундаментални теоретични изследвания на електронната структура на магнитни и неподредени системи“.                                                                                   |
| 1978   | Пьотър Леонидович Капица                                | „За неговите базови изследвания и открития във физиката на ниските температури“. |
| 1978   | Арно Алън Пензиас и Робърт Удроу Уилсън                 | „За откритието на микровълновото реликтово излъчване“. |
| 1979   | Шелдън Ли Глешоу, Абдус Салам и Стивън Уайнберг         | „За принос в обединената теория на слабите и електромагнитните взаимодействия между елементарните частици, в това число за предсказването на слаби неутрални токове“.                    |

### 1980 – 1989
| Година | Име                                           | Тема |
| ------ | --------------------------------------------- | --- |
| 1980   | Джеймс Уотсън Кронин и Вал Логсдън Фич        | „За откритието на нарушение на CP инвариантността при разпада на неутрални K-мезони“.                                                        |
| 1981   | Николас Блумберген и Артур Леонард Шавлов     | „За принос в развитието на лазерната спектроскопия“.                                                                                         |
| 1981   | Кай Зигбан                                    | „За принос в развитието на електронната спектроскопия с висока разделителна способност“.                                                     |
| 1982   | Кенет Уилсън                                  | „За теорията на критичните явления свързани с фазовите преходи“.                                                                             |
| 1983   | Субраманян Чандрасекар                        | „За теоретични изследвания на физически процеси, играещи важна роля в строежа и еволюцията на звездите“.                                     |
| 1983   | Уилям Алфред Фаулър                           | „За теоретично и експериментално изследване на ядрени реакции, имащи важно значение за образуването на химическите елементи във Вселената“.  |
| 1984   | Карло Рубиа, Симон ван дер Мер                | „За решаващ принос в голям проект, чието осъществяване е довело до откриване на полевите кванти W и Z – носители на слабото взаимодействие“. |
| 1985   | Клаус фон Клитцинг                            | „За откритието на квантовия ефект на Хол“.                                                                                                   |
| 1986   | Ернст Руска                                   | „За работата му по електронния микроскоп“.                                                                                                   |
| 1986   | Герд Биниг и Хайнрих Рорер                    | „За изобретението на сканиращ тунелен микроскоп“.                                                                                            |
| 1987   | Георг Беднорц и Александър Мюлер              | „За важен напредък във физиката, изразил се в откритието на свръхпроводимост при керамични материали“.                                       |
| 1988   | Лион Ледърман, Мелвин Шварц и Джек Щайнбергер | „За метода на неутриновия лъч и доказателството на дублетната структура на лептоните чрез откритието на мюонното неутрино“.                  |
| 1989   | Норман Рамзи                                  | „За изобретението на метода на отделни полета на трептене и използването му във водородния мазер и други атомни часовници“.                  |
| 1989   | Ханс Демелт и Волфганг Паул                   | „За разработка на метода на йонния капан“.                                                                                                   |

### 1990 – 1999
| Година | Име                                          | Тема |
| ------ | -------------------------------------------- | --- |
| 1990   | Джеръм Фридман, Хенри Кендъл и Ричард Тейлър | „За пионерски изследвания по дълбоко нееластичното разсейване на електрони от протони и свързани неутрони, съществено важни за разработката на кварковия модел във физиката на частиците“. |
| 1991   | Пиер Жил дьо Жен                             | „За обобщението на методите, развити за изучаването на явленията на подреждане в прости системи за случая на течните кристали и полимерите“.                                               |
| 1992   | Жорж Шарпак                                  | „За откритието и създаването на детектори на частици, в частност на многожична пропорционална камера“.                                                                                     |
| 1993   | Ръсел Халс и Джоузеф Тейлър мл.              | „За откритието на нов тип пулсар, открил нови възможности в изучаването на гравитацията“.                                                                                                  |
| 1994   | Бертрам Брокхауз                             | „За създаване на неутронната спектроскопия“. |
| 1994   | Клифърд Шал                                  | „За създаване на метода на неутронната дифракция“. |
| 1995   | Мартин Пърл                                  | „За откритието на тау-лептона“. |
| 1995   | Фредерик Рейнс                               | „За експерименталното откритие на неутриното“. |
| 1996   | Дейвид Ли, Дъглас Ошероф и Робърт Ричардсън  | „За откритието на свръхфлуидност при хелий-3“. |
| 1997   | Стивън Чу, Клод Коен-Тануджи и Уилям Филипс  | „За създаване на методи за охлаждане и улавяне на атоми с лазерен лъч“. |
| 1998   | Робърт Лафлин, Хорст Щьормер и Даниъл Ци     | „За откритието на нова форма на квантов флуид (при ниски температури и силно магнитно поле) и дробен квантов ефект на Хол“.                                                                |
| 1999   | Герард Хоофт и Мартинус Велтман              | „За изясняване квантовата структура на електрослабите взаимодействия“. |

### 2000 – 2009
| Година | Име                                                                  | Тема |
| ------ | -------------------------------------------------------------------- | --- |
| 2000   | Жорес Алфьоров Херберт Крьомер                                       | „За разработки в полупроводниковата техника“. |
| 2000   | Джак Килби                                                           | „За изследвания в областта на интегралните схеми“. |
| 2001   | Ерик Корнел Волфганг Кетерле Карл Уиман                              | „За постижения при изучаването на процесите на кондензация на Бозе-Айнщайн в среда на разредени газове и за начални фундаментални изследвания на характеристиките на кондензатите“. |
| 2002   | Раймонд Дейвис-младши Масатоси Косиба                                | „За създаване на неутриновата астрономия“. |
| 2002   | Рикардо Джакони                                                      | „За създаване на рентгеновата астрономия и изобретението на рентгеновия телескоп“.                                                                                                  |
| 2003   | Алексей Алексеевич Абрикосов Виталий Лазаревич Гинзбург Антъни Легет | „За създаване на теория на свръхпроводимостта от втори род и на теория на супертечностите“.                                                                                         |
| 2004   | Дейвид Грос Дейвид Полицер Франк Уилчек                              | „За откриването на асимптотическата свобода в теорията на силните взаимодействия“.                                                                                                  |
| 2005   | Рой Глаубер                                                          | „За принос в квантовата теория на оптичната кохерентност“. |
| 2005   | Джон Хол Теодор Хенш                                                 | „За принос в развитието на лазерната спектроскопия с висока точност и техниката на прецизно пресмятане на светлинното отместване в оптическите стандарти за честота“.               |
| 2006   | Джон Мадър Джордж Смут                                               | „За откритието на формата на реликтовото излъчване и за неговата анизотропия“. |
| 2007   | Албер Фер Петер Грюнберг                                             | „за откриване на гигантското магнитосъпротивление“. |
| 2008   | Йойчиро Намбу                                                        | „За откриването на механизма на спонтанно нарушение на симетрията във физиката на елементарните частици“                                                                            |
| 2008   | Макото Кобаяши Тошихиде Маскава                                      | „За откриване на произхода на спонтанното нарушение на симетрията, което предвижда съществуването на най-малко три семейства кварки“                                                |
| 2009   | Чарлз Као                                                            | „За значителни постижения в областта на предаването на светлина във влакна за оптична комуникация“                                                                                  |
| 2009   | Уилард Бойл Джордж Смит                                              | „За изобретяването на фотографски сензор – прибор със зарядна връзка (CCD)“ |

### 2010 – 2019
| Година | Име                                           | Тема |
| ------ | --------------------------------------------- | --- |
| 2010   | Андрей Гейм Константин Новоселов              | „за новаторските експерименти във връзка с двумерния материал графен“ |
| 2011   | Сол Пърлмутър Брайън Шмит Адам Рийс           | „за откриването на ускоряващото се разширяване на Вселената чрез наблюдение на отдалечени свръхнови“ |
| 2012   | Серж Арош Дейвид Уайнленд                     | „за новаторски експериментални методи, които дават възможност за измерване и манипулиране на индивидуални квантови системи“ |
| 2013   | Питър Хигс Франсоа Англер                     | „за теоретичното откритие на механизъм, допринасящ съществено за нашето разбиране за произхода на масата на субатомните частици, експериментално потвърден от откриването на предсказаната фундаментална частица от детекторите на елементарни частици ATLAS и CMS на Големия адронен колайдер на ЦЕРН“ |
| 2014   | Исаму Акасаки Хироши Амано Шуджи Накамура     | „за изобретяването на ефективни сини светодиоди, дали възможност за създаването на ярки и енергоспестяващи източници на бяла светлина“ |
| 2015   | Такааки Каджита Артър Макдоналд               | „за откриването на неутринната осцилация, която показва, че неутриното има маса“ |
| 2016   | Дейвид Таулес Дънкан Халдейн Майкъл Костерлиц | „за теоретични открития на топологичните фазови преходи и топологичните фази на материята“ |
| 2017   | Райнер Вайс Кип Торн Бари Бариш               | „за решаващи приноси към детектора в Лазерноинтерферометричната обсерватория за гравитационни вълни и наблюдаването на гравитационни вълни“ |
| 2018   | Артър Ашкин Жерар Муру Дона Стрикланд         | „за преломни открития в областта на лазерната физика“ |
| 2019   | Джим Пийбълс                                  | „за теоретически открития във физическата космология“ |
| 2019   | Мишел Майор Дидие Кело                        | „за откриване на екзопланета на орбита около слънцеподобна звезда“ |

### 2020 – 2029
| Година | Име                                    | Тема |
| ------ | -------------------------------------- | --- |
| 2020   | Роджър Пенроуз                         | „за откритието, че формирането на черна дупка е надеждно предсказание за Общата теория на относителността“                                        |
| 2020   | Райнхард Генцел Андреа Гез             | „за откриването на свръхмасивен компактен обект в центъра на нашата галактика“                                                                    |
| 2021   | Сюкуро Манабе Клаус Хаселман           | „за моделиране на климата на Земята и надеждно прогнозиране на глобалното затопляне“                                                              |
| 2021   | Джорджо Паризи                         | „за откриването на взаимодействието на хаоса и флуктуациите във физическите системи от атомни до планетарни мащаби“                               |
| 2022   | Ален Аспе Джон Клаузър Антон Цайлингер | „за експерименти с квантово заплетени фотони, установяване на нарушения на неравенството на Бел и полагане на основите на квантовата информатика“ |
| 2023   | Ан Л'Юие Ференц Краус Пиер Агостини    | „за експериментални методи, които генерират атосекундни светлинни импулси за изследване на динамиката на електроните в материята“                 |
| 2024   | Джон Хопфилд Джефри Хинтън             | „за основополагащи открития и изобретения, които дават възможност за машинно самообучение чрез изкуствени невронни мрежи“                         |